# Romance in D-majeur
Romance in D majeur opus 100 is een compositie van Christian Sinding. Sinding schreef het werk voor zijn “eigen” muziekinstrument de viool en orkest in zijn eigen behoudende Leipziger stijl. Het werk werd slechts zelden gespeeld en moest ook heel lang wachten voor dat er een opname verscheen. Naxos claimde in 2004 een "world première recording".   
Sinding schreef deze romance in het tempo andante voor
- solo viool
- 2 dwarsfluiten, 2 hobo’s, 2 klarinetten,  2 fagotten
- 4 hoorns, 2 trompetten
- pauken,  1 harp
- violen, altviolen, celli, contrabassen

## Discografie
- Uitgave CPO Recordings: Andrej Bielow met het Sinfonieorchester des Norddeutschen Rundfunks o.l.v. Frank Beerman
- Uitgave Naxos : Henning Kraggerud met het Bournemouth Symphony Orchestra o.l.v. Bjarte Engeset. Kraggerud nam het met Christian Ihle Hadland ook op in een versie voor viool en piano